# Lophoptera anthyalus
Lophoptera anthyalus är en fjärilsart som beskrevs av Swinhoe. Lophoptera anthyalus ingår i släktet Lophoptera och familjen nattflyn. Inga underarter finns listade i Catalogue of Life.